# Твојот роденден
„Твојот роденден” је југословенски и македонски кратки филм из 1961. године. Режирао га је Здравко Велимировић а сценарио је написао Емин Иљами.

## Улоге
| Глумац          | Улога   |
| --------------- | ------- |
| Сашка Димова    |         |
| Драги Крстевски |         |
| Петре Прличко   | Домарот |